# Championnats du monde de lutte 2011
Navigation
Moscou 2010 Strathcona County 2012
Les Championnats du monde de lutte 2011 se déroulent du 12 au 18 septembre au Sinan Erdem Dom d'Istanbul en Turquie.

## Résultats

### Lutte libreHommes
| Épreuves | Or                            | Argent                    | Bronze                           |
| -------- | ----------------------------- | ------------------------- | -------------------------------- |
| 55 kg    | Viktor Lebedev Russie         | Radoslav Velikov Bulgarie | Daulet Niyazbekov Kazakhstan     |
| 55 kg    | Viktor Lebedev Russie         | Radoslav Velikov Bulgarie | Hassan Rahimi Iran               |
| 60 kg    | Besik Kudukhov Russie         | Franklin Gómez Porto Rico | Kenichi Yumoto Japon             |
| 60 kg    | Besik Kudukhov Russie         | Franklin Gómez Porto Rico | Dauren Zhumagaziyev Kazakhstan   |
| 66 kg    | Mehdi Taghavi Iran            | Tatsuhiro Yonemitsu Japon | Cəbrayıl Həsənov Azerbaïdjan     |
| 66 kg    | Mehdi Taghavi Iran            | Tatsuhiro Yonemitsu Japon | Liván López Cuba                 |
| 74 kg    | Jordan Burroughs États-Unis   | Sadegh Goudarzi Iran      | Ashraf Aliyev Azerbaïdjan        |
| 74 kg    | Jordan Burroughs États-Unis   | Sadegh Goudarzi Iran      | Davit Khutsishvili Géorgie       |
| 84 kg    | Şərif Şərifov Azerbaïdjan     | Ibrahim Aldatov Ukraine   | Dato Marsagishvili Géorgie       |
| 84 kg    | Şərif Şərifov Azerbaïdjan     | Ibrahim Aldatov Ukraine   | Albert Saritov Russie            |
| 96 kg    | Reza Yazdani Iran             | Serhat Balcı Turquie      | Ruslan Sheikhau Biélorussie      |
| 96 kg    | Reza Yazdani Iran             | Serhat Balcı Turquie      | Jake Varner États-Unis           |
| 120 kg   | Aliaksey Shamarau Biélorussie | Beylal Makhov Russie      | Camaləddin Maqomedov Azerbaïdjan |
| 120 kg   | Aliaksey Shamarau Biélorussie | Beylal Makhov Russie      | Davit Modzmanashvili Géorgie     |

### Lutte gréco-romaineHommes
| Épreuves | Or                          | Argent                      | Bronze                         |
| -------- | --------------------------- | --------------------------- | ------------------------------ |
| 55 kg    | Rövşən Bayramov Azerbaïdjan | Elbek Tazhyieu Biélorussie  | Li Shujin Chine                |
| 55 kg    | Rövşən Bayramov Azerbaïdjan | Elbek Tazhyieu Biélorussie  | Bekkhan Mankiev Russie         |
| 60 kg    | Omid Norouzi Iran           | Almat Kebispayev Kazakhstan | Zaur Kuramagomedov Russie      |
| 60 kg    | Omid Norouzi Iran           | Almat Kebispayev Kazakhstan | Ivo Angelov Bulgarie           |
| 66 kg    | Saeid Abdevali Iran         | Manuchar Tskhadaia Géorgie  | Kim Hyeon-woo Corée du Sud     |
| 66 kg    | Saeid Abdevali Iran         | Manuchar Tskhadaia Géorgie  | Pedro Isaac Cuba               |
| 74 kg    | Roman Vlasov Russie         | Selçuk Çebi Turquie         | Neven Žugaj Croatie            |
| 74 kg    | Roman Vlasov Russie         | Selçuk Çebi Turquie         | Arsen Julfalakyan Arménie      |
| 84 kg    | Alim Selimau Biélorussie    | Damian Janikowski Pologne   | Nazmi Avluca Turquie           |
| 84 kg    | Alim Selimau Biélorussie    | Damian Janikowski Pologne   | Rami Hietaniemi Finlande       |
| 96 kg    | Elis Guri Bulgarie          | Jimmy Lidberg Suède         | Rustam Totrov Russie           |
| 96 kg    | Elis Guri Bulgarie          | Jimmy Lidberg Suède         | Cenk İldem Turquie             |
| 120 kg   | Rıza Kayaalp Turquie        | Mijaín López Cuba           | Nurmakhan Tinaliyev Kazakhstan |
| 120 kg   | Rıza Kayaalp Turquie        | Mijaín López Cuba           | Bashir Babajanzadeh Iran       |

### Lutte libreFemmes
| Épreuves | Or                       | Argent                          | Bronze                          |
| -------- | ------------------------ | ------------------------------- | ------------------------------- |
| 48 kg    | Hitomi Sakamoto Japon    | Mariya Stadnik Azerbaïdjan      | Zhao Shasha Chine               |
| 48 kg    | Hitomi Sakamoto Japon    | Mariya Stadnik Azerbaïdjan      | Zhuldyz Eshimova Kazakhstan     |
| 51 kg    | Zamira Rakhmanova Russie | Davaasukh Otgontsetseg Mongolie | Patimat Bagomedova Azerbaïdjan  |
| 51 kg    | Zamira Rakhmanova Russie | Davaasukh Otgontsetseg Mongolie | Jessica MacDonald Canada        |
| 55 kg    | Saori Yoshida Japon      | Tonya Verbeek Canada            | Tetyana Lazareva Ukraine        |
| 55 kg    | Saori Yoshida Japon      | Tonya Verbeek Canada            | Ida-Theres Nerell Suède         |
| 59 kg    | Hanna Vasylenko Ukraine  | Sofia Mattsson Suède            | Takako Saito Japon              |
| 59 kg    | Hanna Vasylenko Ukraine  | Sofia Mattsson Suède            | Sona Ahmadli Azerbaïdjan        |
| 63 kg    | Kaori Icho Japon         | Marianna Sastin Hongrie         | Ochirbatyn Nasanburmaa Mongolie |
| 63 kg    | Kaori Icho Japon         | Marianna Sastin Hongrie         | Jing Ruixue Chine               |
| 67 kg    | Shelok Dolma Chine       | Banzragchyn Oyunsuren Mongolie  | Yoshiko Inoue Japon             |
| 67 kg    | Shelok Dolma Chine       | Banzragchyn Oyunsuren Mongolie  | Adeline Gray États-Unis         |
| 72 kg    | Stanka Zlateva Bulgarie  | Ekaterina Bukina Russie         | Ali Bernard États-Unis          |
| 72 kg    | Stanka Zlateva Bulgarie  | Ekaterina Bukina Russie         | Vasilisa Marzaliuk Biélorussie  |

## Tableau des médailles
| Rang  | Nation       | Or | Argent | Bronze | Total |
| ----- | ------------ | -- | ------ | ------ | ----- |
| 1     | Russie       | 4  | 2      | 4      | 10    |
| 2     | Iran         | 4  | 1      | 2      | 7     |
| 3     | Japon        | 3  | 1      | 3      | 7     |
| 4     | Azerbaïdjan  | 2  | 1      | 5      | 8     |
| 5     | Biélorussie  | 2  | 1      | 2      | 5     |
| 6     | Bulgarie     | 2  | 1      | 1      | 4     |
| 7     | Turquie      | 1  | 2      | 2      | 5     |
| 8     | Ukraine      | 1  | 1      | 1      | 3     |
| 9     | Chine        | 1  | 0      | 3      | 4     |
| 9     | États-Unis   | 1  | 0      | 3      | 4     |
| 11    | Mongolie     | 0  | 2      | 1      | 3     |
| 11    | Suède        | 0  | 2      | 1      | 3     |
| 13    | Kazakhstan   | 0  | 1      | 4      | 5     |
| 14    | Géorgie      | 0  | 1      | 3      | 4     |
| 15    | Cuba         | 0  | 1      | 2      | 3     |
| 16    | Canada       | 0  | 1      | 1      | 2     |
| 17    | Hongrie      | 0  | 1      | 0      | 1     |
| 17    | Pologne      | 0  | 1      | 0      | 1     |
| 17    | Porto Rico   | 0  | 1      | 0      | 1     |
| 20    | Arménie      | 0  | 0      | 1      | 1     |
| 20    | Croatie      | 0  | 0      | 1      | 1     |
| 20    | Finlande     | 0  | 0      | 1      | 1     |
| 20    | Corée du Sud | 0  | 0      | 1      | 1     |
| Total | Total        | 21 | 21     | 42     | 84    |